# 特定バス

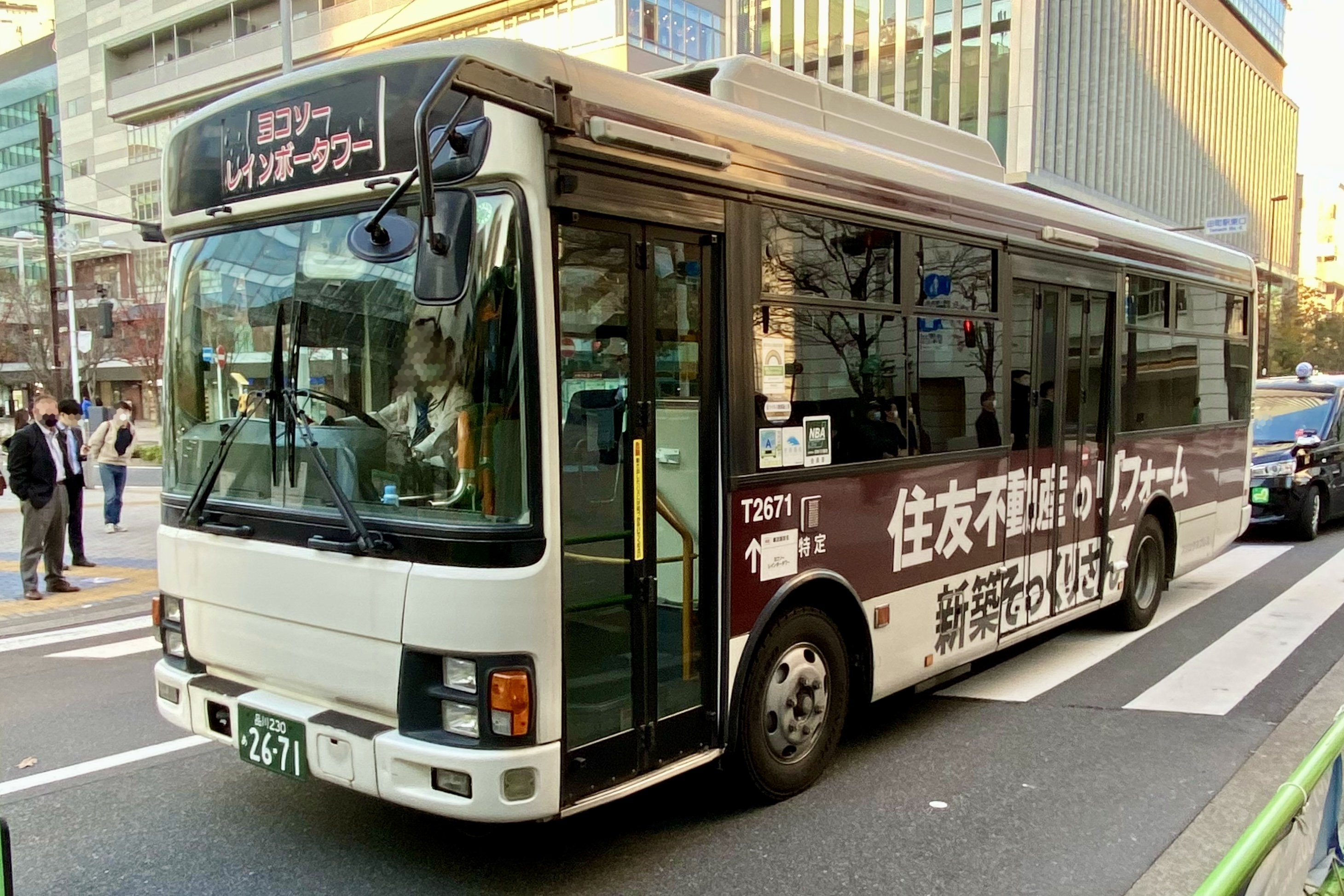
特定バスによる無料送迎バスの例（フジエクスプレス）
ヨコソーレインボータワー契約輸送
車体に「特定」と用途が記されている。

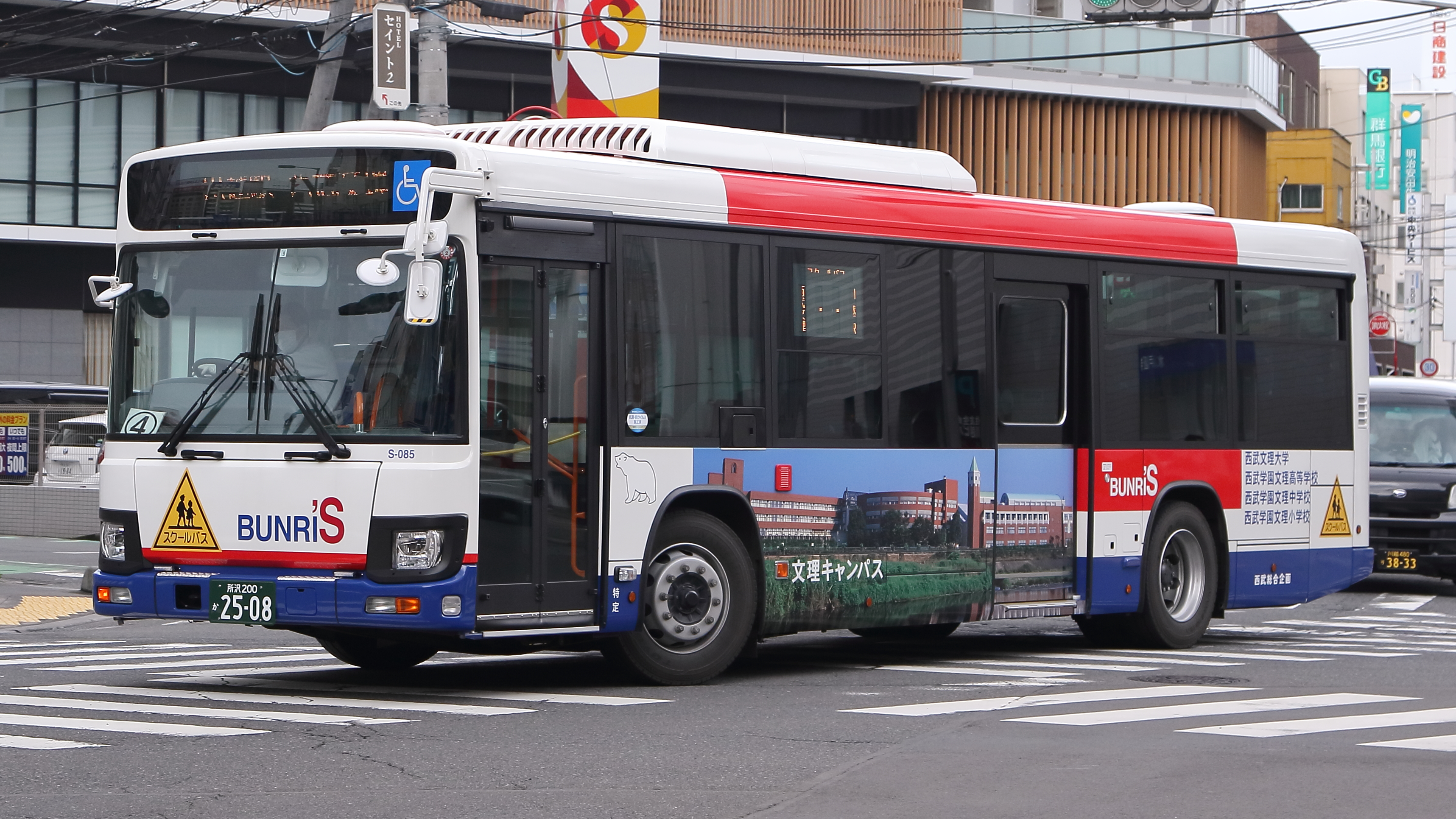
特定バス専業事業者によるスクールバス輸送（西武総合企画）
学校法人文理佐藤学園契約輸送

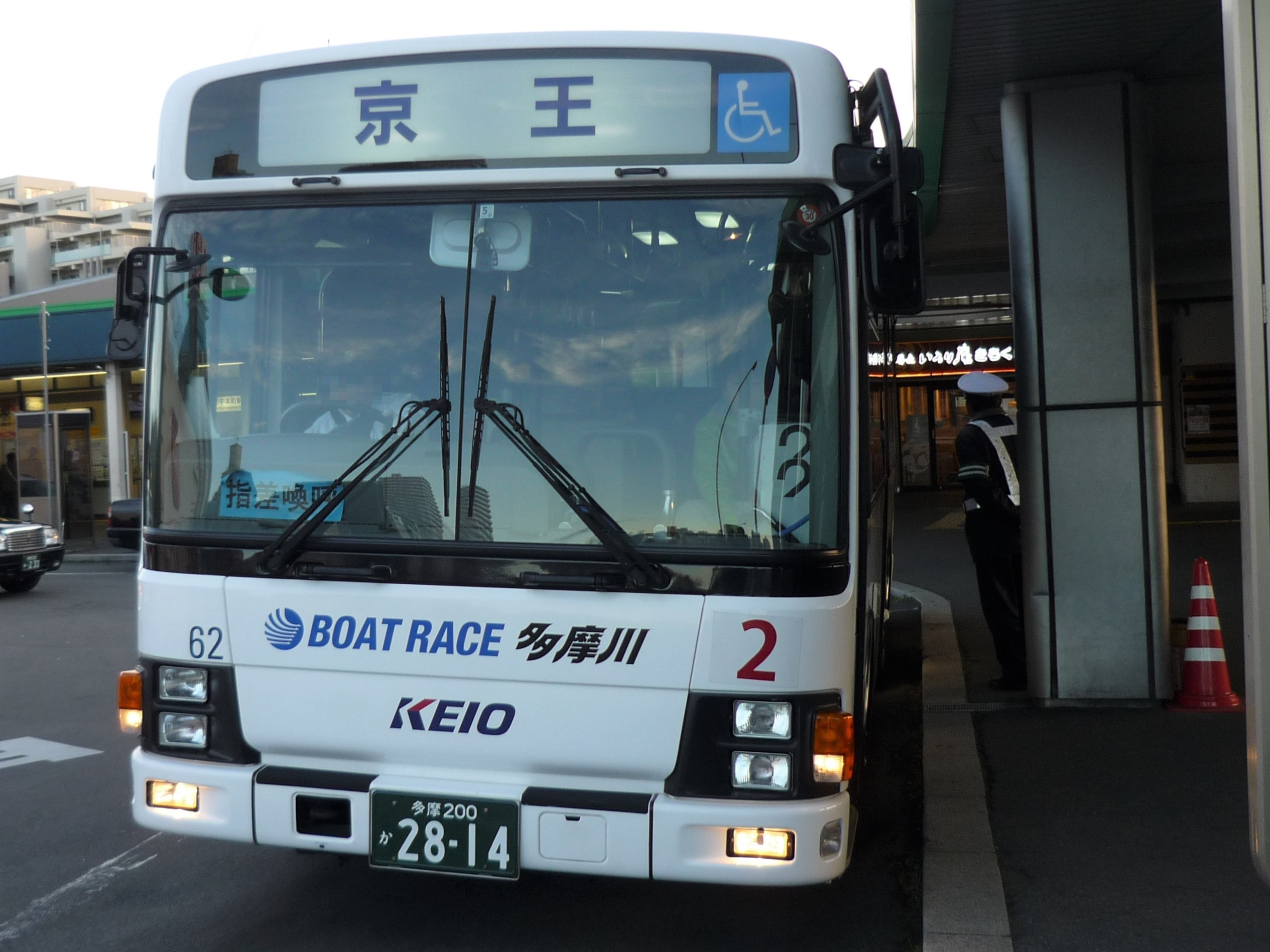
特定バス事業者による競艇場シャトルバス（京王自動車）
多摩川競艇場契約輸送

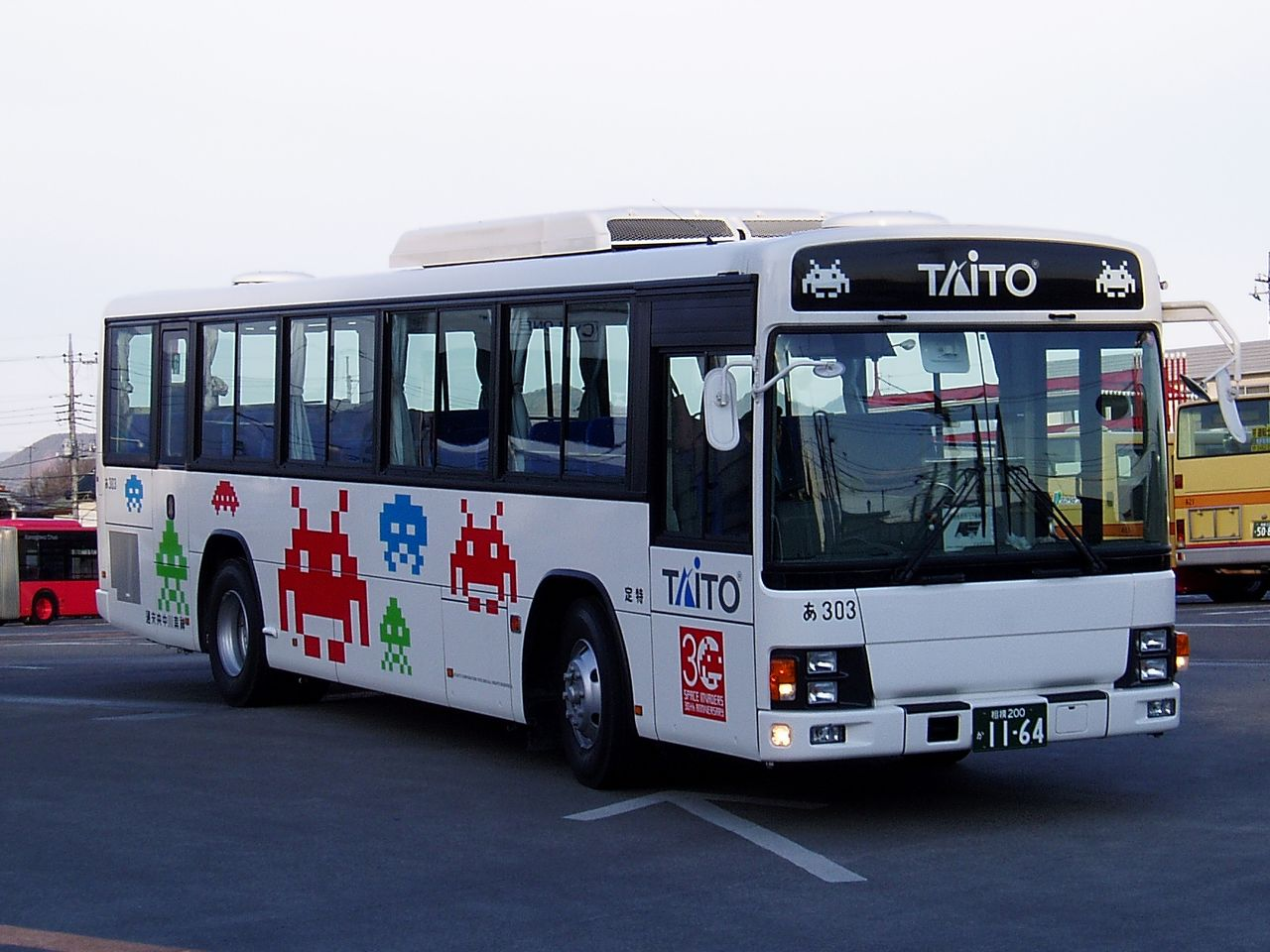
特定バス事業者による企業従業員送迎バス（神奈川中央交通）
タイトー契約輸送
車体に「特定」と用途が記されている。

特定バス（とくていバス）は、道路運送法（昭和26年法律第183号）第3条第2項で規定される旅客自動車運送事業（バス事業）の類型の一つで、特定の者の需要に応じ、一定の範囲の旅客を運送する旅客自動車運送事業である「特定旅客自動車運送事業」の通称。

## 概要
道路運送法第3条では旅客自動車運送事業（他人の需要に応じ、有償で、自動車を使用して旅客を運送する事業）を「一般旅客自動車運送事業」と「特定旅客自動車運送事業」に分類し、さらに一般旅客自動車運送事業を「一般乗合旅客自動車運送事業」（乗合バス）、「一般貸切旅客自動車運送事業」（貸切バス）、「一般乗用旅客自動車運送事業」（タクシー・ハイヤー）の3種類に区分している。すなわち、特定バスは不特定多数の旅客を輸送する乗合バスや貸切バス、タクシーなどとは異なり、前もって対象を定めた旅客を輸送（特定輸送）するバス事業である。
代表的な運行形態は、企業の従業員送迎バスや、学校や幼稚園のスクールバス等である。また福祉輸送分野では、古くから特別支援学校や福祉施設への送迎バスという形で特定バスが利用されてきたが、介護保険制度の整備に伴い、介護サービス施設への要介護者の送迎のための特定バス利用も増えている。福祉特定輸送からコミュニティバス受託や乗合バス事業へ参入したバス事業者も存在する。なお、特定バスは旅客自動車運送事業であるため、自家用バス（白ナンバー）による送迎バスは含まれない。

## 許可
特定バス事業（特定旅客自動車運送事業）の実施に当たっては道路運送法第43条第1項に基づいて国土交通大臣の許可を受ける必要がある。特定旅客自動車運送事業の顧客を「運送需要者」または単に「需要者」と呼ぶが、特定バス事業においてはこの運送需要者をあらかじめ特定して許可を申請する必要がある（道路運送法第43条第2項第3号）。
一般旅客自動車運送事業である乗合バス・貸切バスとは、以下のような相違点が挙げられる。
- 運送需要者（顧客）は、原則として単数の者に特定される[3]（例えば工場の送迎バスであればその企業、スクールバスであれば学校法人、など[4]）。なお、運送需要者たる複数企業が同一の運送目的を有していれば、これをもって「実質的に単数」と解釈することが出来[4]、例えば拠点駅と工業団地を結ぶ巡回バスを特定輸送として運行可能となっている。
- 運送需要者と運行事業者（バス会社）は直接契約を結ぶ必要がある[3]（貸切バスと異なり旅行代理店等の仲介者を介在させることは不可）。また短期契約が一般的な貸切バスと異なり、継続的・長期的な契約を結ぶことが一般的とされる[5]。
- 運送できる取扱客（乗客）は、契約上の一定範囲に限定される[3]（例えば企業の送迎バスであれば従業員および会社関係者、スクールバスでは学校の生徒および教職員に限る、など[注釈 1]。これに対し、乗合バス事業では不特定多数の乗客を対象とする。貸切バス事業では契約により不特定多数の乗客（個人および団体）を顧客とすることが可能となる。
- 運送する場所は、営業区域を定めて設定する。国土交通省では、特定バスの営業区域は同一の都道府県内あるいは市区町村内が想定されるとしており、乗合バスや貸切バスのように複数都道府県にまたがる広い営業区域は想定しないとしている。また営業区域内であれば固定した経路を定める必要はないとしている[7]。これに対し、乗合バス事業では自社の営業エリア内で路線（系統）を設定する。貸切バスでは営業区域の定めはあるが、複数の都道府県にわたる広域の移動も可能となる。
- 許可申請に必要な車両数は、一般旅客自動車運送事業（乗合バス・貸切バス、タクシー）の場合は最低必要な台数（複数台、台数は地域により異なる）が定められているが、特定旅客自動車運送事業の場合は審査基準上は台数の定めがなく、法令上は1台からでも申請および運行が可能となる。実際には車両故障に備えて予備車を用意することが多いが、一般旅客自動車運送事業に比べて参入障壁が低くされている。

ただし、一般旅客自動車運送事業と同様に運行管理者を置くことは義務付けられている。例えば定員11名以上の特定バスを運行する場合は、最低でも運行管理者、整備管理者、乗務員の各1名が必要とされる。なおその場合も、運行管理者が整備管理者を兼任することは可能だが、乗務員を兼任することはできない。

## 乗合バスとの競合防止
特定バスの運行に際しては、許可の申請にあたり「公衆の利便が著しく阻害されることとなるおそれ」のある経路設定を行わないことが認可に当たっての基本方針とされており、その判断は管轄の運輸局長または運輸支局長等が下すこととなる。具体的には、特定バスが既存の乗合バス（一般路線バス）とほぼ同経路を運行し、乗合バス事業者の経営に影響を及ぼすことで、地域のバス利用者の利便性が低下するといったケースがこれにあたると想定されており、国土交通省では事前に当該部署へ相談することが望ましいと回答している。
これは「クリーム・スキミング」と呼ばれるもので、ユニバーサルサービスの対義語にあたる。公共交通機関や都市インフラ等の公共性の高い分野において、事業者が収益性の高い特定の地域や顧客のみにサービスを提供し、収益性の低い分野を切り捨てる「いいとこ取り」の行為をこのように呼ぶ。乗合バス事業者同士においても、都市中心部等の収益性の高い路線のみを運行して赤字路線を切り捨てたり、新規事業者が収益性の高い路線のみに低運賃で参入するなどといったケースがこのように呼ばれる。
同様に特定バスにおいても、例えば既存の一般路線バスが通勤・通学の足として機能しているところに、企業や学校といった安定した乗客が見込まれる区間で特定バスを運行することで、地域の乗合バス事業者に経営的打撃を与える事態を防ぐためこのような規定が設けられており、特定バスの許可申請に条件を付して事前に調整を行うこととされている。

## 特定バスとして運行されるものの例
いずれも乗客は施設関係者・特定の利用者のみに限られ、一般乗客は乗車不可のもの。ただし貸切バスや自家用バスによりこれらの輸送を行うことも可能なため、これらの輸送が全て特定バス（特定輸送）であるとは限らない。
- 企業の従業員送迎バス（工業団地内を巡回するものを含む）[7]
- 学校・幼稚園等のスクールバス
- 福祉施設・介護サービス施設等の福祉送迎バス
- マンション居住者専用の無料送迎バス（建物管理者が運送需要者となる場合）[7]
- テレビ局などのロケバス

## 特定バスではないものの例
- 乗客から運賃を収受するバス輸送（乗合バス）
- 市町村住民専用のコミュニティバスや廃止代替バス（有償・無償を含む）
- 高齢者・障害者等、交通弱者専用の乗合タクシーやデマンド型交通（有償・無償を含む）
- 商業施設利用者など不特定多数を対象とした無料送迎バス - 貸切バスによって行われることもある。

## 特定バス事業者の例

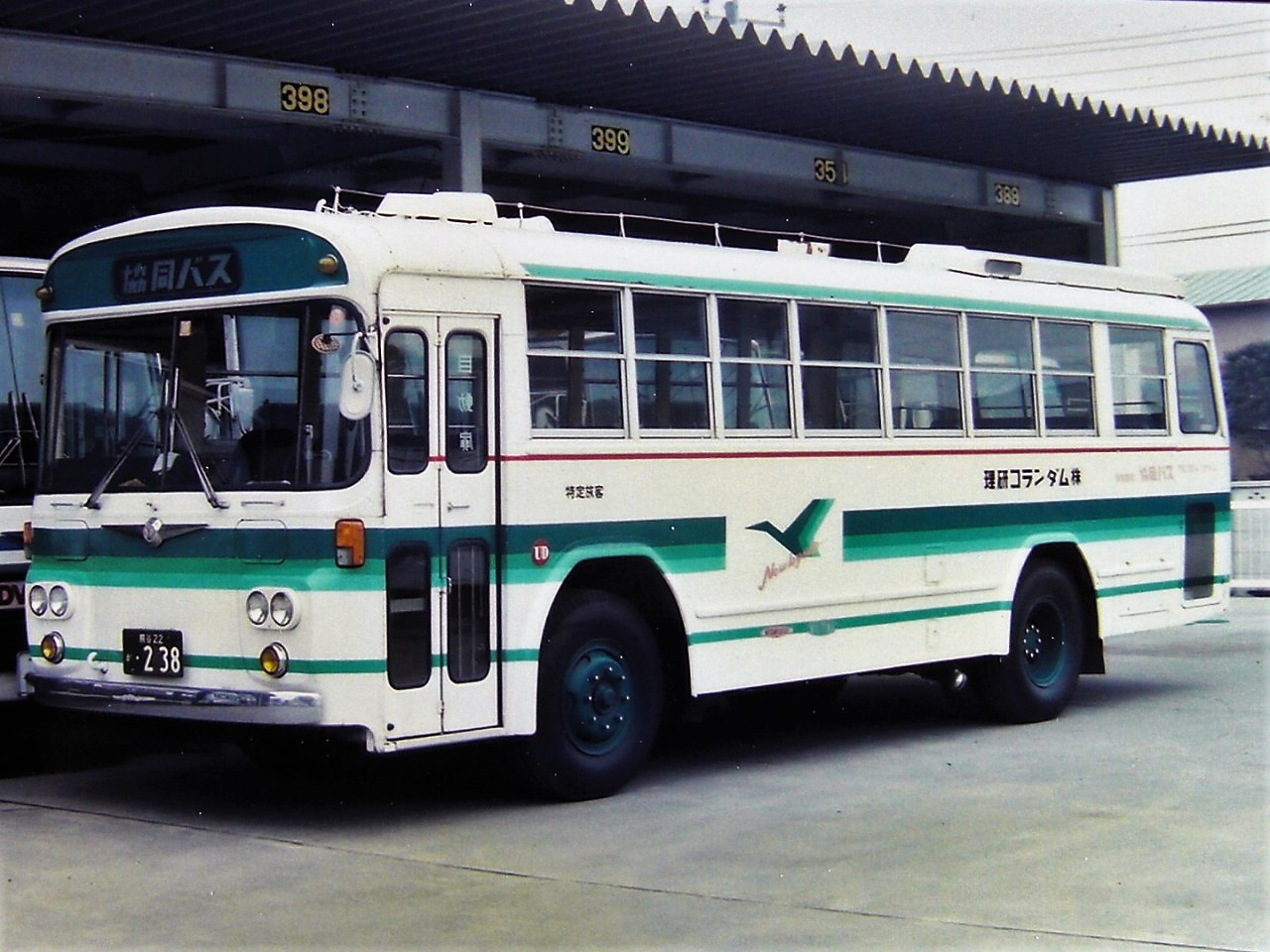
協同バスの理研コランダム特定車
車体に「特定旅客」と用途が記されている。
日産ディーゼル・4R82、1974年式、同車種の最末期製造車（1986年撮影）

### 特定バス専業事業者
- エムオーティ - 中日臨海バス（貸切専業）の子会社
- 西武総合企画 - 西武バスの特定バス部門を分社化して設立

### 特定バス事業を主要事業の一つとして行う事業者
- 京王自動車 - 子会社の京王自動車バスサービスが運行

### 特定バスからコミュニティバス・乗合バスへ参入した事業者
- 三陽自動車 (東京都)
- 関東自動車 (埼玉県)
- 飯島興業 - 2009年に乗合事業からは撤退
- 武州交通興業
- 協同バス
- ジャパンタローズ